# Petar Rastočić
Fra Petar Rastočić (Metković, 1. prosinca 1952. – Igrane kod Makarske, 7. siječnja 2014.) bio je rimokatolički svećenik iz reda franjevaca, hrvatski pjesnik, dramatičar, skladatelj, pisac igrokaza, recitala i dr.

## Životopis
Rođen je u Metkoviću 1. prosinca 1952. Kršten u rodnoj župi. Prva četiri razreda osnovne škole završio je u Novim Selima, a ostala četiri razreda osnovne škole u Metkoviću. Nakon toga je od 1968. do 1973. pohađao Franjevačku klasičnu gimnaziju u Sinju, gdje je prolazio s odličnim uspjehom. U franjevački novicijat u Visovcu stupio je 1971., a svečane zavjete položio je u Makarskoj 4. listopada 1977.
Filozofsko-teološki studij pohađao je Franjevačkoj visokoj bogosloviji u Makarskoj (1974. – 1976.) i na KBF-u u Zagrebu (1978. – 1980.).
Sveti red đakonata primio je 1978., Za svećenika ga je zaredio splitski nadbiskup msgr. Frane Franić 1. srpnja 1979. u Otoku, a mladu misu proslavio je 22. srpnja 1979. u Metkoviću.
Prvu službu obavljao je kao župnik vikar (1979. – 1982.), a onda je do 1985. službovao u Imotskom, nakon čega je preuzeo ulogu župnika u Staševici.
1988. godine postaje župnik u župi Plina-Stablina, a 1992. preuzeo je župnikovanje u Šibeniku na Meterizama, gdje je ostao do 2003. godine. Od 2003. do 2009. bio je župnik u Lećevici i Radošiću.
2009. imenovan je gvardijanom i župnikom u Živogšću, a 2012. postaje član Uprave franjevačke splitske provincije u svojstvu definitora. Istovremeno je bio župnik u župama Igrane-Drašnice.
Tragično je preminuo u Igranama 7. siječnja 2014. u 62. godini života, 43. godini redovništva i 35. godini svećeništva. Misu zadušnicu u samostanskoj crkvi u Makarskoj predvodio je mons. Marin Barišić, nadbiskup splitsko-makarski, 9. siječnja 2014.
Pokopan je u franjevačku grobnicu na gradskom groblju u Makarskoj.
Tiskao je tri pjesničke zbirke:
- More mira (1994.)
- Voštana ulica (1999.)
- Povedi me na Goru (2002.)

U pastoralne svrhe pisao je i igrokaze i recitale se skladao crkvenu glazbu. Njegova djela uvrštena su u nekoliko antologija hrvatske duhovne lirike i drame.